# Wikstroemia bicornuta
Wikstroemia bicornuta là một loài thực vật có hoa thuộc họ trầm, Thymelaeaceae, là loài đặc hữu của Hawaii. Loài này mọc ở các khu rừng ẩm thấp hỗn hợp và rừng ẩm nhiệt đới Hawaii ở độ cao 900–1.050 m (2.950–3.440 ft) trên quần đảo Lānaʻi và Maui. Chúng hiện đang bị đe dọa vì mất môi trường sống.